# Земгано Ігор Федорович
Ігор Федорович Земгано (справжнє прізвище Юцевич; нар. 17 червня 1903, Санкт-Петербург — пом. 12 січня 1967, Одеса) — український кінорежисер. Заслужений артист УРСР (1960).
Народився 17 червня 1903 р. в Петербурзі в родині художника Ф. А. Юцевича.
Навчався в Київській консерваторії (1922—1925). Закінчив Одеський технікум кінематографії (1928).
Працював у театрах Харкова (1928—1934), Ленінграда (1934—1938), Одеси (1938—1941), Києва (1948—1967).
Був режисером Київської та Одеської кіностудій художніх фільмів (1941 — 1946, 1956).
Помер 12 січня 1967 р. в Одесі.

## Фільмографія
Поставив кінокартини:
- «Українські мелодії» (1945, у співавт. з Г. Ігнатовичем)
- «Центр нападу» (1946, у співавт. з С. Дерев'янським)
- «Сватання на Гончарівці» (1958, авт. сценар.)
- «Звичайна історія» (1960, у співавт. з М. Літусом)